# 16110 Paganetti
16110 Paganetti (1999 WU8) là một tiểu hành tinh vành đai chính được phát hiện ngày 28 tháng 11 năm 1999 bởi S. Sposetti ở Gnosca.